# The American Tournament 1907-1908
The American Tournament 1907-1908 è stato il primo ed ultimo evento professionistico di snooker del 1907 e il penultimo del 1908 e la 1ª edizione di questo torneo, che si è disputato dal 21 ottobre 1907 al 15 marzo 1908, presso la Soho Square Hall di Londra, in Inghilterra.
Molto probabilmente, questo è stato, in assoluto, la 1ª edizione di un torneo di snooker.
Il torneo è stato vinto da Charles Dawson, che si è aggiudicato, così, il suo 1º ed ultimo American Tournament, e il suo 1º ed ultimo titolo professionistico in carriera.

## Montepremi
- Vincitore: £25

## Fase a gironi[4]
| Ogni match                   | Ogni match | Ogni match | Ogni match |
| ---------------------------- | ---------- | ---------- | ---------- |
| Durata standard di 12 frames |            |            |            |

| N° | Giocatore       | Partite giocate | Vittorie | Pareggi | Sconfitte |
| -- | --------------- | --------------- | -------- | ------- | --------- |
| 1  | Charles Dawson  | 6               | 6        | 0       | 0         |
| 2  | Tom Reece       | 6               | 4        | 0       | 2         |
| 3  | James Collens   | 6               | 3        | 0       | 3         |
| 4  | Cecil Harverson | 6               | 2        | 0       | 4         |
| 5  | Tom Aiken       | 6               | 2        | 0       | 4         |
| 6  | Walter Lovejoy  | 6               | 2        | 0       | 4         |
| 7  | Edward Diggle   | 6               | 2        | 0       | 4         |

| Giocatore 1     | Giocatore 2     | Risultato | Date di gioco                          |
| --------------- | --------------- | --------- | -------------------------------------- |
| Tom Reece       | Walter Lovejoy  | 7 - 5     | dal 21 al 26 ottobre 1907              |
| Edward Diggle   | Tom Aiken       | 8 - 4     | dal 28 ottobre al 2 novembre 1907      |
| Walter Lovejoy  | James Collens   | 8 - 4     | dal 4 al 9 novembre 1907               |
| Charles Dawson  | Cecil Harverson | 8 - 4     | dall'11 al 16 novembre 1907            |
| Edward Diggle   | Tom Reece       | 7 - 5     | dal 15 al 30 novembre 1907             |
| Tom Aiken       | Walter Lovejoy  | 9 - 3     | dal 18 al 23 novembre 1907             |
| James Collens   | Tom Aiken       | 7 - 5     | dal 2 al 7 dicembre 1907               |
| Tom Reece       | Cecil Harverson | 8 - 4     | dal 9 al 14 dicembre 1907              |
| Charles Dawson  | James Collens   | 6 - 5     | dal 16 al 21 dicembre 1907             |
| Tom Reece       | Tom Aiken       | 8 - 4     | dal 30 dicembre 1907 al 4 gennaio 1908 |
| Cecil Harverson | Edward Diggle   | 10 - 2    | dal 6 all'11 gennaio 1908              |
| Charles Dawson  | Walter Lovejoy  | 10 - 2    | dal 13 al 18 gennaio 1908              |
| Tom Reece       | James Collens   | 8 - 4     | dal 20 al 25 gennaio 1908              |
| Cecil Harverson | Walter Lovejoy  | 7 - 5     | dal 27 gennaio al 1º febbraio 1908     |
| Charles Dawson  | Tom Aiken       | 9 - 3     | dal 3 al 8 febbraio 1908               |
| Walter Lovejoy  | Edward Diggle   | 7 - 5     | dal 10 al 15 febbraio 1908             |
| James Collens   | Cecil Harverson | 7 - 5     | dal 17 al 22 febbraio 1908             |
| Charles Dawson  | Tom Reece       | 11 - 1    | dal 24 al 29 febbraio 1908             |
| James Collens   | Edward Diggle   | 5 - 4     | dal 2 al 6 marzo 1908                  |
| Tom Aiken       | Cecil Harverson | 8 - 4     | dal 9 al 14 marzo 1908                 |
| Charles Dawson  | Edward Diggle   | Forfait   | -                                      |

## Statistiche
Torneo
- 1ª edizione dell'American Tournament[6]
- 1º torneo professionistico di snooker
- 1º ed ultimo torneo professionistico del 1907
- 1º torneo professionistico del 1908[7]

Giocatori
- 1º ed ultimo American Tournament per Charles Dawson[3]
- 1º ed ultimo titolo professionistico vinto in carriera per Charles Dawson[2]

Nazioni
- 1º torneo professionistico disputato in Inghilterra[8]
- 1º ed ultimo titolo professionistico vinto in Inghilterra per Charles Dawson